# Das rote Blatt
Das rote Blatt (Originaltitel: La hoja roja) ist ein Roman des spanischen Autors Miguel Delibes, der 1959 veröffentlicht und bereits 1961 von Annelies von Benda ins Deutsche übersetzt wurde.

## Handlung
Miguel Delibes erzählt seine Geschichte als psychosoziale Studie. Der alternde Beamte Don Eloy, der seinen Dienst bisher in einer Provinzstadt bei der Straßenreinigungsbehörde versehen hat, wird nach über 50 Jahren pensioniert. Dieses Pensionärsdasein empfindet er als das Vorzimmer des Todes. Sinnbild dieses Empfindens ist sein Ausdruck, dass er nun beim roten Blatt angekommen sei, das in Spanien das Ende des Zigarettenpapiervorrats anzeigt.
Von nun wird sein eintöniges Leben noch farbloser. Der alte Mann fühlt sich in der Familie seines Sohnes unwohl und unverstanden von den einstigen Kollegen. Lediglich das tollpatschige Dienstmädchen Desi sorgt aufgrund seiner schlichten, offenen Art für etwas Abwechslung im tristen Alltag des Rentners.

## Ausgaben
- Miguel Delibes: Das rote Blatt. Aus dem Spanischen von Annelies von Benda, Piper, München 1988, 236 S., ISBN 978-3492107938.

## Rezensionen
- Stephan Ozsváth: Miguel Delibes: Das rote Blatt, in: Tranvía, Bd. 10, S. 37.[1]